# Arrowhead Springs, Wyoming
Ej att förväxla med stadsdelen i San Bernardino, Kalifornien.
Arrowhead Springs är en ort (census-designated place) i Sweetwater County i södra delen av den amerikanska delstaten Wyoming, omkring 10 kilometer sydost om staden Rock Springs. Befolkningen uppgick till 63 invånare vid 2010 års federala folkräkning.